# They Sure Don’t Make Basketball Shorts Like They Used To
They Sure Don’t Make Basketball Shorts Like They Used To — независимый альбом рок-группы Hoobastank (во время релиза группа называлась «Hoobustank»). Пластинка была наполнена элементами фанка и ска, в особенности из-за широкого использования саксофона, за который отвечал музыкант Джереми Уоссер. Благодаря ярким выступлениям и ажиотажу в прессе, которую поднял релиз дебютника, спрос на диск был очень даже неплохим, и, помимо США, коллектив узнали на Западе.

## Список композиций
| №                   | Название                      | Длительность |
| ------------------- | ----------------------------- | ------------ |
| 1.                  | «Earthsick»                   | 3:50         |
| 2.                  | «Foot In Your Mouth»          | 3:14         |
| 3.                  | «Karma Patrol»                | 3:28         |
| 4.                  | «Stuck Without A Voice»       | 3:32         |
| 5.                  | «Can I Buy You A Drink»       | 3:55         |
| 6.                  | «Naked Jock Man»              | 3:26         |
| 7.                  | «Our Song»                    | 4:02         |
| 8.                  | «The Mirror»                  | 3:42         |
| 9.                  | «Educated Fool»               | 3:49         |
| 10.                 | «The Dance That Broke My Jaw» | 9:04         |
| Общая длительность: | Общая длительность:           | 42:02        |